# ماركوس تشياريلي
ماركوس تشياريلي هو كاتب كندي، ولد في 2 أكتوبر 1948 في رحل حمود في إيطاليا.